# Adivasi

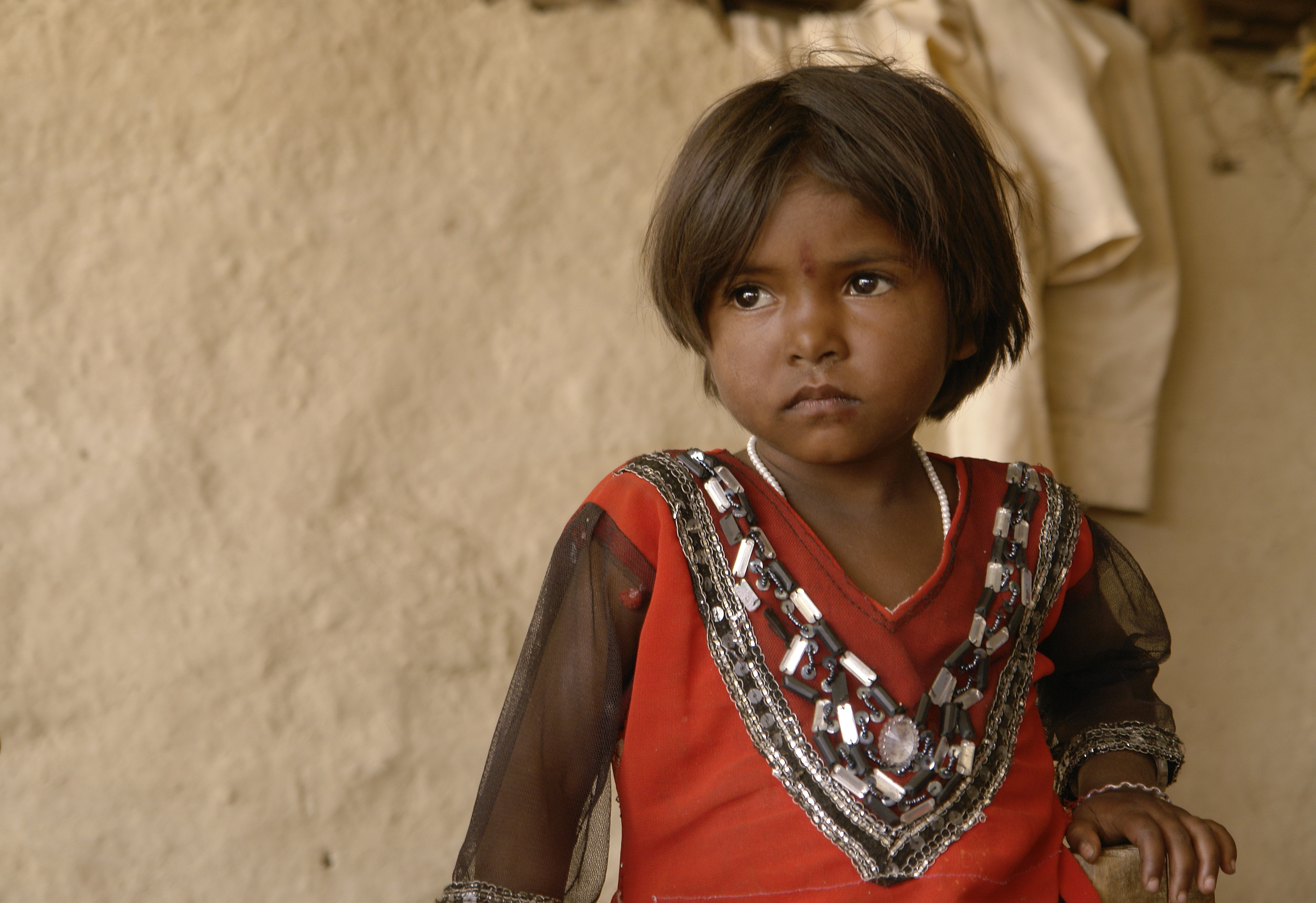
Bambina adivasi della tribù Bhil, distretto di Raisen, India

Adivasi (in sanscrito आदिवासी, Ādivāsī), traducibile "abitanti originari", è il termine hindi con il quale è indicato l'eterogeneo insieme dei popoli aborigeni dell'India.

Percent of scheduled tribes in India by tehsils by census 2011

## Storia
Tra la fine del II millennio a.C. e l'inizio del I queste popolazioni «vennero a contatto e si scontrarono» con le tribù Arya che stavano invadendo il subcontinente indiano. Durante il XIX secolo numerosi si convertirono al cristianesimo.
Le tribù indiane sono anche chiamate atavika (abitanti della foresta, nei testi sanscriti), i Vanvasi o Girijani (popolo della collina). Mentre ufficialmente sono riconosciuti dal governo indiano come "Tribù inventariate" (Scheduled Tribes) nel 5° programma della Costituzione dell'India, sono spesso raggruppati insieme al programma di caste nella categoria di "caste e tribù inventariate" (Scheduled Castes and Tribes). Invece per un criterio linguistico sono divisi in quattro gruppi: dravidico, munda, mon-khmer e tibeto-birmano. I popoli tribali sono particolarmente numerosi negli Stati indiani di Orissa, Madhya Pradesh, Chhattisgarh, Rajasthan, Gujarat, Maharashtra, Andhra Pradesh, Bihar, Jharkhand, Bengala Occidentale e negli Stati dell'estremo nord-est come il Mizoram.
I gruppi tribali più piccoli sono molto sensibili alla degradazione ecologica causata dalla modernizzazione. La silvicoltura commerciale e l'agricoltura intensiva hanno dimostrato di essere distruttive per le foreste, che erano sopravvissute all'agricoltura per molti secoli. Ci furono diversi adivasi nel Movimento indiano per l'indipendenza (Indian independence movement) come i Khajya Naik, Bhima Naik, Jantya Bhil e Rehma Vasave.

## Alcune tribù note
- Andamanesi
- Bhil
- Cholanaikkan
- Gond
- Grasia
- Khasi
- Kisan
- Kurumbar
- Laccadiviani indigeni
- Maldhari del Gujarat.
- Mina
- Mizo
- Munda
- Naga
- Nicobaresi
- Oraon
- Santal
- Sentinelesi
- Toda
- Tripuri
- Warli